# Adinobotrys
Adinobotrys là một chi thực vật có hoa thuộc họ Fabaceae. Nó thuộc phân họ Faboideae.

## Lịch sử
Năm 1911, Stephen Troyte Dunn thiết lập chi Adinobotrys. Ông chuyển loài cây gỗ Millettia atropurpurea cùng 2 loài Millettia là dây leo thân gỗ khác gồm M. eriantha, M. nieuwenhuisii sang chi này thành A. atropurpureus, A. erianthus, A. nieuwenhuisii; đồng thời mô tả 2 loài dây leo thân gỗ mới là A. filipes và A. myrianthus.
Năm 1984, trong chuyên khảo Scala Millettiearum, Robert Geesink coi cả Whitfordiodendron, Adinobotrys và Padbruggea đều là đồng nghĩa muộn của Callerya. Năm 1994, Anne M. Schot tổ hợp các danh pháp C. atropurpurea, C. pilipes, C. nieuwenhuisii, C. eriantha, C. scandens, C. sumatrana và đồng nhất hóa A. myrianthus / W. myrianthus với C. nieuwenhuisii.
Năm 2019, Compton et al. phục hồi lại các chi Whitfordiodendron, Adinobotrys và Padbruggea.

## Từ nguyên
Tên chi là sự kết hợp của adino (tiếng Hy Lạp: ἀδινός, adinós) nghĩa là chật chội, dày đặc và botrys (tiếng Hy Lạp: βότρυς, bótrys) nghĩa là chùm/bó.

## Phân bố
Các loài trong chi này có tại Ấn Độ, Campuchia, Indonesia (Java, Kalimantan, Sumatra), Lào, Malaysia (bán đảo Mã Lai, Borneo), Myanmar, Thái Lan, Việt Nam.

## Các loài
Plants of the World Online ghi nhận 4 loài:
- Adinobotrys atropurpureus (Wall.) Dunn, 1911: Rộng khắp tại khu vực phân bố đề cập trên đây.
- Adinobotrys katinganensis (Adema) J.Compton & Schrire, 2020: Borneo (Sarawak, Kalimantan Trung).
- Adinobotrys sarawakensis (Adema) J.Compton & Schrire, 2020: Borneo (Sabah, Sarawak).
- Adinobotrys vastus (Kosterm.) J.Compton & Schrire, 2019: Borneo (Brunei, Indonesia và Malaysia).

## Phát sinh chủng loài
Mối quan hệ giữa Glycyrrhiza, Adinobotrys và Wisterieae là chưa rõ ràng, mặc dù người ta biết rằng cùng nhau chúng tạo thành một nhóm đơn ngành, gọi là nhánh GAW. Hiện tại có 2 cây phát sinh chủng loài khác nhau về vị trí của chúng trong nhánh GAW.
Cây thứ nhất vẽ theo Compton et al. (2019).

|  | \| \| Wisterieae \| \| \| \| \| \| Glycyrrhiza \| \| \| \| |
|  |                                                            |
|  | Adinobotrys                                                |
|  |                                                            |
|  | Wisterieae                                                 |
|  |                                                            |
|  | Glycyrrhiza                                                |
|  |                                                            |

|  | Wisterieae  |
|  |             |
|  | Glycyrrhiza |
|  |             |

Cây thứ hai vẽ theo Lei Duan et al. (2021 a, b).

|  | Wisterieae                                                  |
|  |                                                             |
|  | \| \| Glycyrrhiza \| \| \| \| \| \| Adinobotrys \| \| \| \| |
|  |                                                             |
|  | Glycyrrhiza                                                 |
|  |                                                             |
|  | Adinobotrys                                                 |
|  |                                                             |

|  | Glycyrrhiza |
|  |             |
|  | Adinobotrys |
|  |             |